# Вулиця Шведська Могила (Полтава)
Вулиця Шведська Могила — одна з вулиць Полтави, розташована у Київському районі, пролягає від Зіньківської вулиці до дороги на селище Яківці (продовженням слугує Нагірна вулиця).
Прокладена у ХХ столітті через поле Полтавської битви. Назву одержала від Братської могили шведських воїнів, загиблих у 1709 році. На вулиці розташовані Музей історії Полтавської битви та Сампсоніївська церква.
Також на вулиці знаходиться Полтавський інститут свинарства. На фасаді будинку встановлено меморіальну дошку організатору і першому директору інституту Олександру Бондаренку.
До вулиці Шведська Могила прилучається вулиця Війська Запорозького.